# زهراب ناتساكانيان
زهراب مناتساكانيان (الأرمينية: born Հրաչիկի Մնացականյան ، من مواليد 20 مارس 1966 ، يريفان، أرمينيا) دبلوماسي أرمني وهو وزير خارجية أرمينيا الحالي. شغل مناتساكانيان في السابق منصب الممثل الدائم لأرمينيا لدى الأمم المتحدة.